# بنیادلی، صابرآباد
بنیادلی (به لاتین: Bunyadly) یک منطقه مسکونی در جمهوری آذربایجان است که در شهرستان صابرآباد واقع شده است.